# Hiroshi Hoketsu

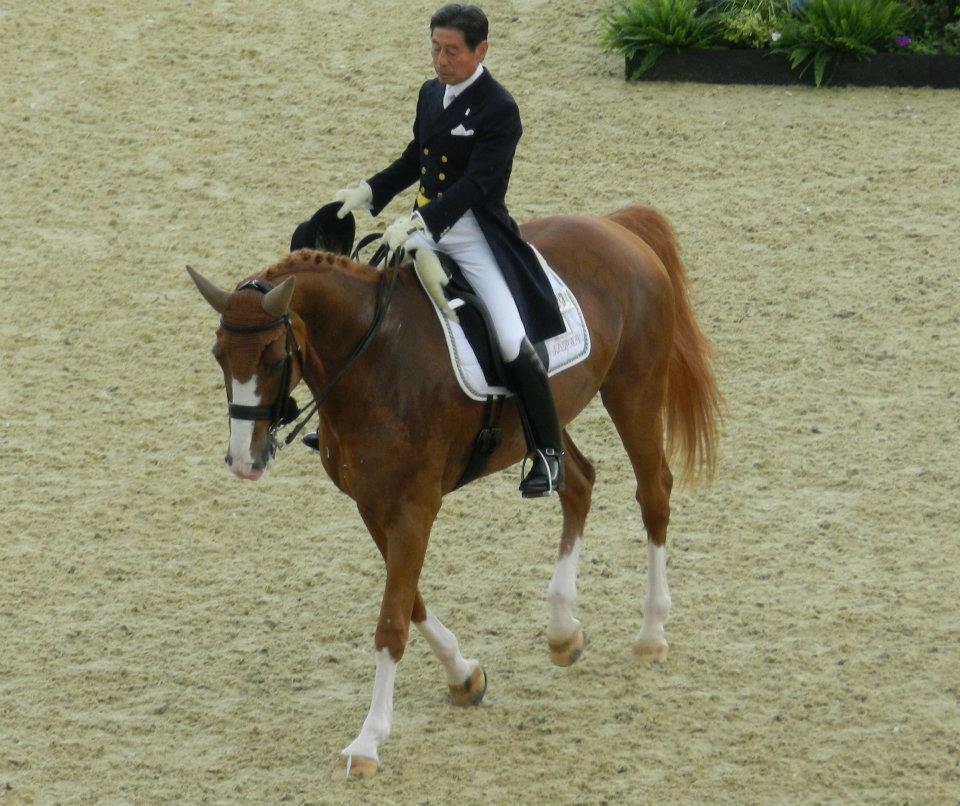
Hiroshi Hoketsu bei den Olympischen Spielen 2012 in London

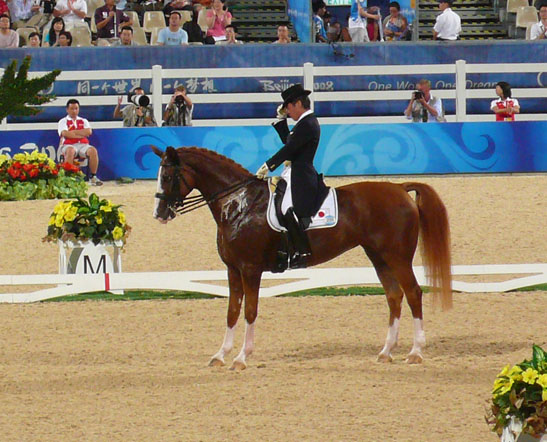
Vier Jahre zuvor: Hiroshi Hoketsu mit Whisper bei den Olympischen Reiterwettbewerben 2008 in Hongkong

Hiroshi Hoketsu (jap. 法華津　寛, Hoketsu Hiroshi; * 28. März 1941 in Tokio) ist ein japanischer Dressurreiter, der als der beste seiner Sportart in seinem Heimatland gilt und zahlreiche Turniere gewann.

## Berufliche Laufbahn
Hoketsu studierte an der renommierten Keiō-Universität sowie während eines Auslandsaufenthaltes an der Duke University in den Vereinigten Staaten. Anschließend wurde er Manager bei Ortho Diagnostic, einer japanischen Tochterfirma des US-amerikanischen Pharmazie- und Konsumgüterherstellers Johnson & Johnson. Im Laufe seiner Karriere stieg er bis zum Vorsitzenden des Betriebes auf. Im Jahre 2003 ging er in Rente.

## Sportliche Laufbahn
Bei den Olympischen Sommerspielen 1964 in Tokyo trat Hoketsu als Mitglied der Springreiter-Equipe an. Im Alter von 42 Jahren bemerkte er, dass er auf Grund nachlassender Sehkraft Schwierigkeiten hatte, Distanzen richtig abzuschätzen, und wechselte zum Dressursport. Nach seiner Pensionierung entschied er sich, sein Hauptaugenmerk auf den Sport zu richten und zog 2003 zum Trainieren nach Aachen. Dort wurde er von Ton de Ridder betreut. Im April 2008 qualifizierte er sich bei einem Turnier in Hagen bei Osnabrück für die Olympischen Sommerspiele 2008 in Peking, wo er der älteste Teilnehmer war. Mit seiner Stute Whisper belegte er den 35. Rang in der Dressur-Einzelwertung.
2010 nahm Hoketsu  den Weltreiterspielen  teil, bei diesen wurde er mit Whisper als bester Japaner 31. in der Einzelwertung (Grand Prix Spécial), die Mannschaft erreichte den 13. Rang.
Bei den Olympischen Sommerspielen 2012 in London trat Hoketsu mit Whisper erneut in der Dressur an, er war wie schon 2008 der älteste aller teilnehmenden Sportler und belegte Rang 41.
Auch 2016 wollte Hoketsu wieder an den Olympischen Spielen teilnehmen. Nachdem Whisper 2013 wegen einer Huferkrankung eingeschläfert werden musste, kaufte er Brioni W und verlegte sein Training zu Wolfram Wittig. Wegen einer Erkrankung von Brioni W verzichtete der 75-jährige Hoketsu im Mai 2016 auf die Reise nach Brasilien und verpasste die Auszeichnung als ältester Olympionike aller Zeiten.